# 菲氏鱒
菲氏鱒，為輻鰭魚綱鮭形目鮭科的一種，被IUCN列為次級保育類動物。

## 分布
本魚僅分布於義大利Posta Fibreno湖。

## 特徵
本魚體呈紡錘狀，略側扁，體背部及頭部呈土黃色，腹部為灰白色，成魚體側具有7至11個深色斑塊，點綴著紅色和深何色的小圓斑，尾鰭略凹入，胸鰭、腹鰭、臀鰭與尾鰭呈淡黃色，背鰭灰白色，體長可達19.5公分。

## 生態
本魚主要棲息在Posta Fibreno湖的喀斯特地形中低溫且高溶氧的泉水和洞穴中，屬肉食性，於每年12月至次年1月為繁殖期。

## 經濟利用
為食用魚，因水質汙染及外來種，族群有減少的趨勢。